# Balmangan Tower

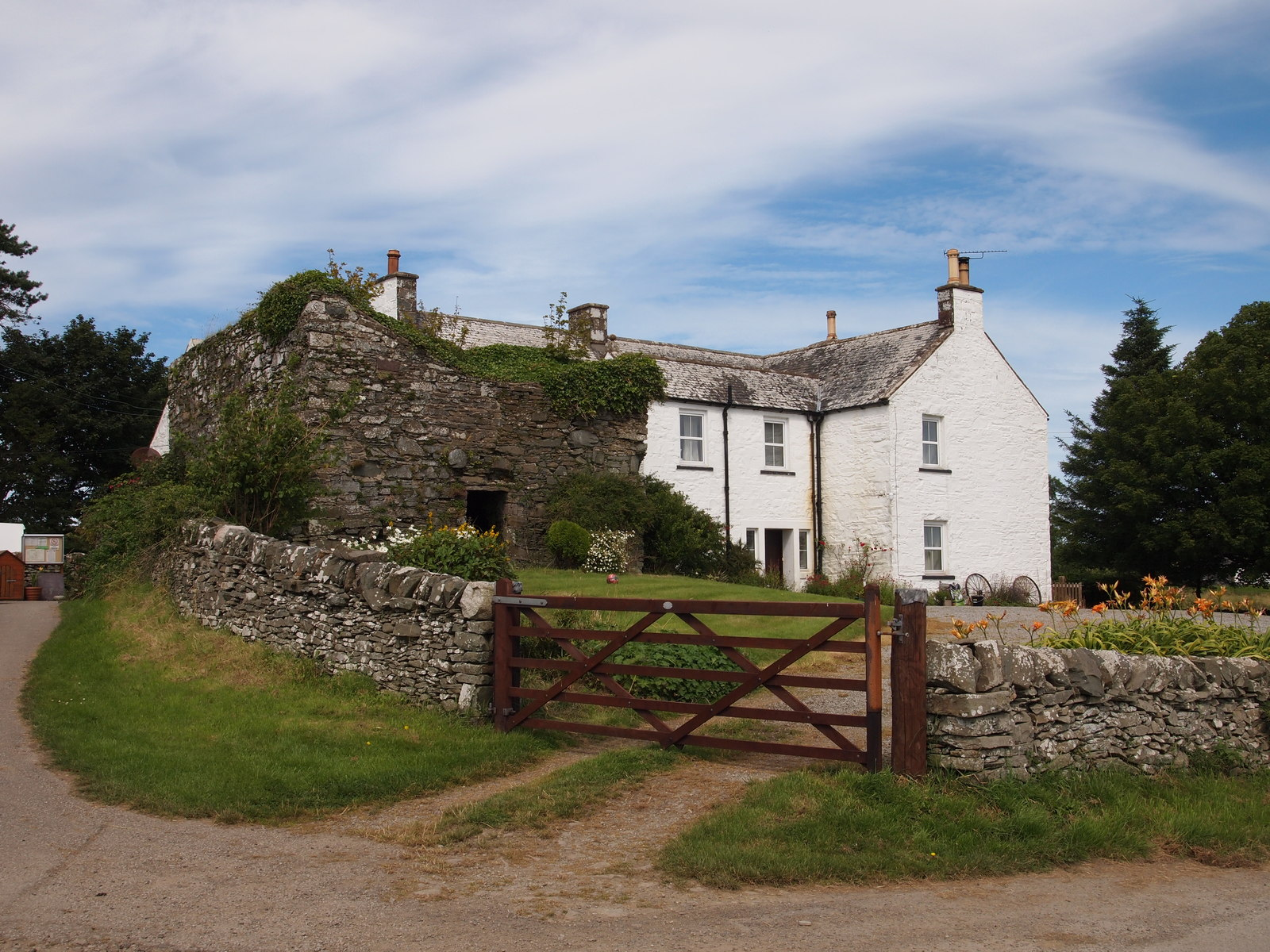
Der Balmangan Tower (2012)

Der Balmangan Tower ist die Ruine eines Wohnturms bei Borgue in der schottischen Council Area Dumfries and Galloway.
Der Grundriss des Bruchsteinturms ist rechteckig. In den Gewölbekeller führt eine Wendeltreppe in der Nordostecke. Die Eingangstür ist an der Ostseite; an der Südseite befindet sich ein später vermauertes Eingangstor für Wagen.
Der Turm stammt aus dem 16. Jahrhundert. Heute dienen die Reste als Lagerkeller für das angrenzende Bauernhaus. Historic Scotland hat die Ruine als historisches Bauwerk der Kategorie B gelistet.